# Żbiki (powiat rawicki)
Żbiki – przysiółek w Polsce położony w województwie wielkopolskim, w powiecie rawickim, w gminie Jutrosin.
W okresie Wielkiego Księstwa Poznańskiego (1815-1848) miejscowość wzmiankowana jako folwark Zbyki należała do wsi mniejszych w ówczesnym pruskim powiecie Kröben (krobskim) w rejencji poznańskiej. Folwark Zbyki należał do okręgu jutroszyńskiego tego powiatu i stanowił część majątku Dubinko, którego właścicielem był wówczas (1846) książę Adam Jerzy Czartoryski. Według spisu urzędowego z 1837 roku wieś liczyła 6 mieszkańców, którzy zamieszkiwali jeden dym (domostwo).
W latach 1975–1998 miejscowość należała administracyjnie do województwa leszczyńskiego.